# Pseudomyrmex solisi
Pseudomyrmex solisi es una especie de hormiga del género Pseudomyrmex, subfamilia Pseudomyrmecinae. Esta especie fue descrita científicamente por Santschi en 1916.

## Distribución
Se encuentra en Argentina.